# Aderarea României și Bulgariei la spațiul Schengen
Aderarea României la spațiul Schengen reprezintă un drept și o obligație asumată prin Tratatul de Aderare la UE (art.4 al Protocolului privind condițiile și aranjamentele referitoare la admiterea Republicii Bulgaria și a României în Uniunea Europeană, anexat la Tratatul de Aderare al României și Bulgariei), România dorind să participe la toate formele de cooperare menite să aprofundeze integrarea europeană.
Încă din 2007 s-a stabilit că, odată îndeplinite criteriile tehnice, Bulgaria și România vor adera la spațiul Schengen în 2011. România a îndeplinit criteriile tehnice în 2011.
După blocarea aderării României în Spațiul Schengen de către Austria și Olanda, în 2022, s-a pus din nou în discuție așa-zis-ul jaf economic austriac din România realizat cu ajutorul unor politicieni români.
La 31 martie 2024, România și Bulgaria au devenit membre ale Spațiului Schengen doar cu frontierele aeriene și maritime.
Pe data de 1 ianuarie 2025, cele două țări au aderat complet (și cu frontierele terestre) în Spațiul Schengen.